# Simfonia núm. 6 (Martinů)
La simfonia núm. 6, H. 343, és una composició orquestral del compositor txec Bohuslav Martinů, que va iniciar a la ciutat de Nova York el 1951, després de quatre anys des de la seva predecessora, i es va acabar provisionalment tres anys més tard el 23 d'abril de 1953. A París, en els mesos següents a la seva finalització, Martinů va realitzar algunes revisions de la partitura. Està dedicada a Charles Munch, amb motiu del 75è aniversari de la Boston Symphony Orchestra, que va estrenar la simfonia el 7 de gener de 1955. Martinů originalment va denominar l'obra Fantaisies symphoniques, i de vegades es considera que és el seu únic títol correcte.

## Moviments
La simfonia dura aproximadament mitja i consta de tres moviments:
1. Lento—Allegro—Lento
2. Poco allegro
3. Lento

## Origen i context
La sisena i última simfonia del cicle de Martinů destaca com una de les seves composicions més emblemàtiques. Iniciada a Nova York l'any 1951, després d'un lapse creatiu de quatre anys des de la seva anterior simfonia, el compositor no la va concloure fins a l'abril de 1953. Més tard, aquell mateix any, Martinů va revisar l'obra a París. Munch mateix va dirigir-ne l'estrena a Boston, seguida d'una altra interpretació a Nova York el 12 de gener, que li va valdre a Martinů el prestigiós premi del Cercle de Crítics novaiorquesos a la millor obra orquestral de l'any.